# Zygaenidae
Gli Zigenidi  (Zygaenidae Latreille, 1809) sono una famiglia di Lepidotteri appartenente alla superfamiglia Zygaenoidea. Comprendono circa 800 specie nel mondo.

## Descrizione

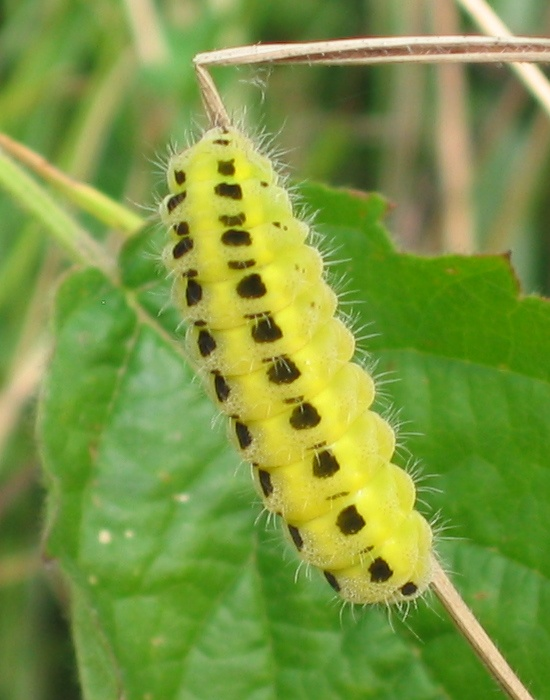
Bruco di Zygaena filipendulae

Pur essendo delle falene, hanno abitudini diurne. Il volo è piuttosto lento, le antenne claviformi, talvolta bipettinate nei maschi delle Procridinae. L'apertura alare è in genere di 3-4 cm.

L'aspetto è di una lucentezza metallica. Nelle Zygaeninae prevalgono i colori blu o nero con macchie sgargianti di colore bianco, rosso o giallo. Nelle Procridinae dominano invece il verde o l'azzurro, a tinta unita. Le Chalcosiinae sono rappresentate in Europa dall'unica specie Aglaope infausta, una piccola farfalla di colore grigio e rosa, ma molte specie dell'Asia sudorientale hanno ali ampie e colori vivaci che ricordano le farfalle diurne o le Erebidae Arctiinae.

I colori brillanti sono aposematici, cioè rappresentano un avvertimento per i predatori, che le Zigenidi sono disgustose: infatti, in tutti gli stadi del loro ciclo vitale, contengono sostanze tossiche, in particolare Acido cianidrico (HCN), che ricavano da piante come Lotus ma che riescono a sintetizzare anche autonomamente qualora nell'ambiente manchino piante produttrici di tali sostanze. Spesso queste colorazioni sono simili a quelle di altre specie aposematiche appartenenti a famiglie filogeneticamente anche lontane, come le Erebidae, o addirittura ad altri ordini di insetti (mimetismo mülleriano).
Le larve di due sottofamiglie, Chalcosiinae e Zygaeninae, presentano delle cavità in cui immagazzinano il cianuro e da cui secernono alcune gocce come meccanismo di difesa.
Il bruco è generalmente giallo o giallo verdastro, con macchie nere e/o bianche, e di forma tozza. Le Zygaena si sviluppano prevalentemente su Leguminose, ad esempio Securigera varia, (sottogeneri Zygaena e Agrumenia) o su Ombrellifere (sottogenere Mesembrynus), mentre le Procridinae presentano una maggiore varietà di piante alimentari.

## Distribuzione
La maggior parte delle Zigenidi è tropicale e il maggior numero di specie si riscontra in Asia, ma sono molto diffuse anche nelle regioni a clima temperato, come tutta l'area del Mar Mediterraneo, fino ai 2000 m di altitudine.

## Tassonomia
La famiglia delle Zygaenidae comprende le seguenti sottofamiglie, tre delle quali sono presenti anche in Europa: 
- Callizygaeninae
- Chalcosiinae
- Phaudinae
- Procridinae
- Zygaeninae

## Alcune specie

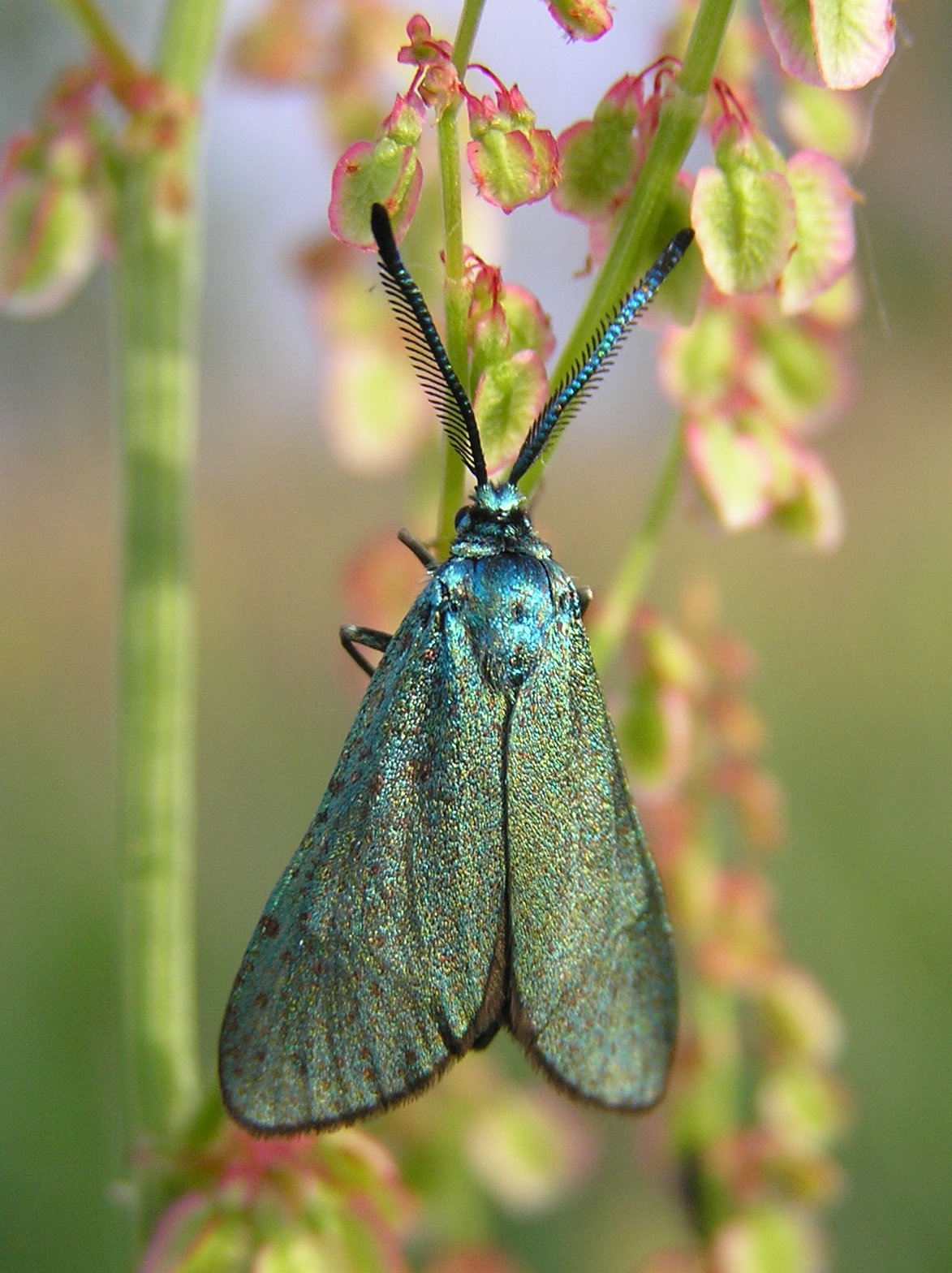
Adscita statices (Procridinae)
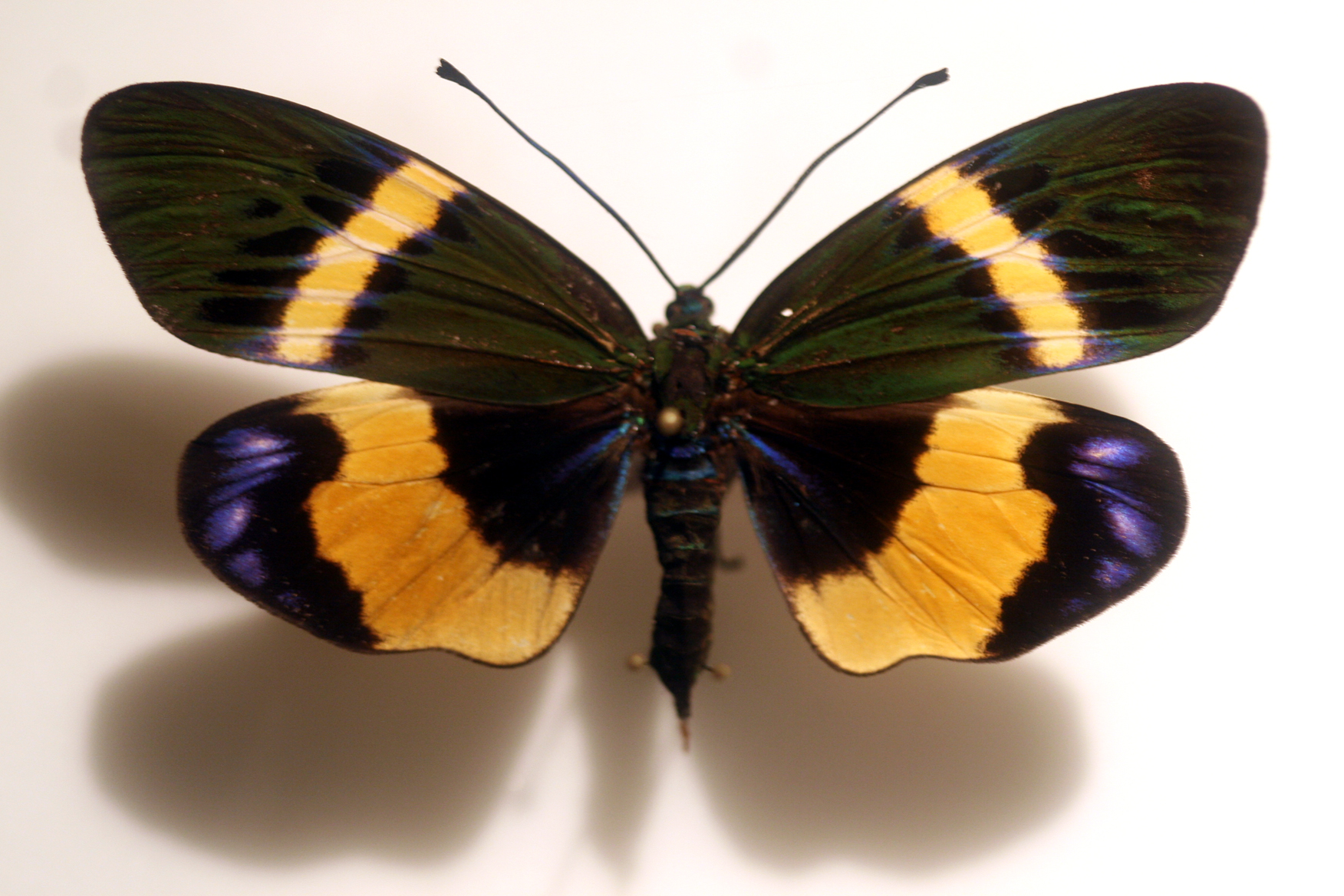
Eterusia repleta (Chalcosiinae)
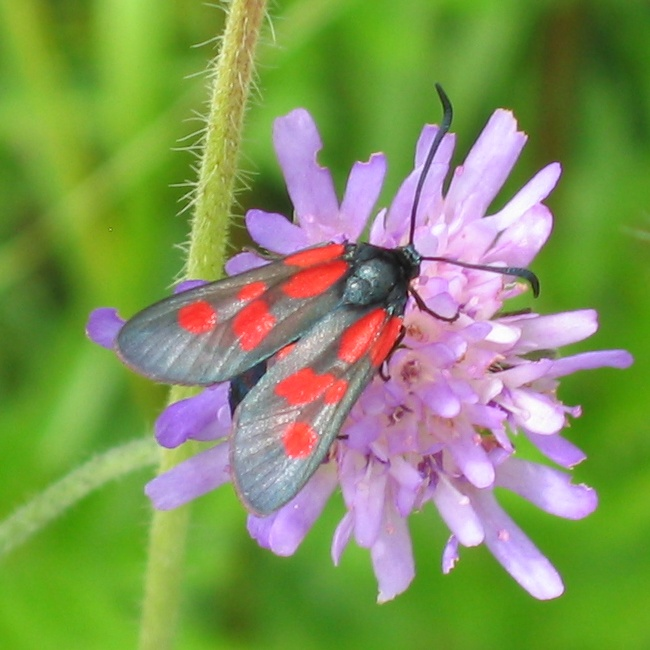
Zygaena viciae (Zygaeninae)
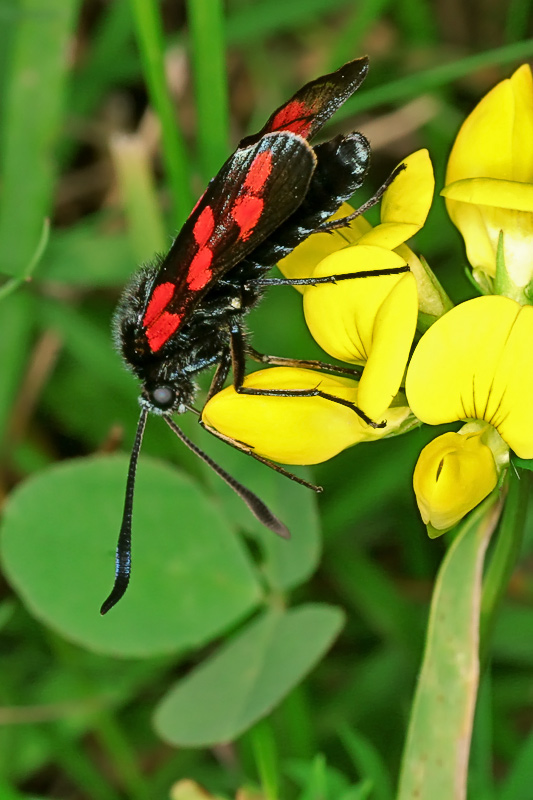
Zygaena filipendulae (Zygaeninae)
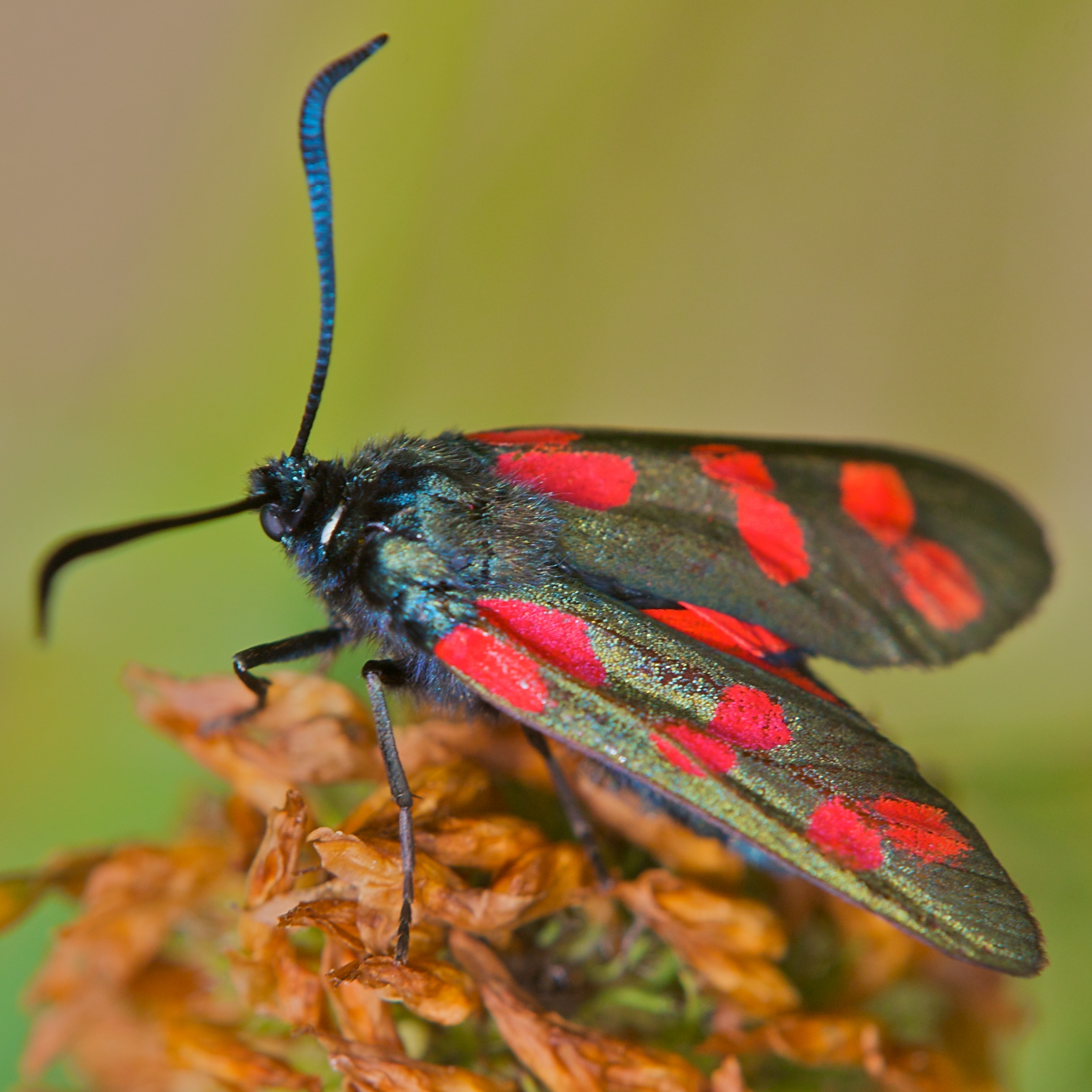
Zygaena filipendulae (Zygaeninae)